# 渡辺松男
渡辺 松男（わたなべ まつお、1955年5月13日 - ）は、日本の歌人。短歌結社「かりん」所属。

## 経歴
群馬県伊勢崎市生まれ。群馬県立前橋高等学校、東京大学文学部卒業。公務員のかたわら1990年に短歌結社「歌林の会」に入会し、馬場あき子・岩田正に師事する。
1999年から2010年まで、上毛新聞歌壇選者を務める。同じく1999年より5年間、群馬県立土屋文明記念文学館に勤務した。
2010年より筋萎縮性側索硬化症（ALS）で闘病している。

## 作風
口語やオノマトペを自在に使ったやわらかな文体で、人間が生き物一般と等価に立つような、独特の自然観の短歌を詠む。

## 受賞歴
- 1992年　かりん賞（「地下に還せり」30首）[2]
- 1995年　第6回歌壇賞（作品「睫はうごく」30首）
- 1998年　第42回現代歌人協会賞（歌集『寒気氾濫』）
- 2000年　第8回ながらみ現代短歌賞（歌集『泡宇宙の蛙』）
- 2003年　第8回寺山修司短歌賞（歌集『歩く仏像』）
- 2012年　第46回迢空賞（歌集『蝶』）
- 2023年　第73回芸術選奨文部科学大臣賞（歌集『牧野植物園』）[3][4]
- 2023年　第59回短歌研究賞（作品「鴇茶雀茶鳶茶」28首）[5]

## 著書

### 単著
- 寒気氾濫 歌集 本阿弥書店 1997.12（かりん叢書）
  - 寒気氾濫（復刊）書肆侃侃房〈現代短歌クラシックス〉、2021年。ISBN　978-4-86385-482-6
- 泡宇宙の蛙 歌集 雁書館 1999.8（かりん叢書）
- 歩く仏像 歌集 雁書館 2002.6（かりん叢書）
- けやき少年 歌集 砂子屋書房 2004.8（かりん叢書）ISBN　978-4-7904-0796-6
- 〈空き部屋〉 歌集 ながらみ書房 2007.7（かりん叢書）
- 自転車の籠の豚 歌集 ながらみ書房 2010.9（かりん叢書）
- 蝶 歌集 ながらみ書房 2011.8（かりん叢書）
- 隕石 句集 邑書林 2013.10。ISBN　978-4-89709-747-3
- きなげつの魚 歌集 角川学芸出版 2014.7。ISBN　978-4-04-652880-3
- 歌集　雨る（ふる）　書肆侃侃房 2016.3。ISBN　978-4-86385-218-1
- 歌集　牧野植物園　書肆侃侃房 2022.6。ISBN　978-4-86385-522-9
- 歌集　時間の神の蝸牛　書肆侃侃房、2023年12月。ISBN　978-4-86385-608-0

### アンソロジー
- 『現代短歌最前線（下巻）』北溟社、2001年。ISBN　978-4-89448-201-2
- 『現代の短歌：100人の名歌集』篠弘編、三省堂、2003年。ISBN 978-4-385-36068-3
- 『現代の歌人140』小高賢編、新書館、2009年。ISBN 978-4-403-25101-6
- 『短歌タイムカプセル』東直子・佐藤弓生・千葉聡編著、書肆侃侃房、2018年。ISBN 978-4-86385-300-3

### その他
- 「特集：渡辺松男の世界」短歌ムック『ねむらない樹』8号、書肆侃侃房、2022年。ISBN 978-4-86385-508-3

## 参考
- 文藝年鑑2007
- ジャパンナレッジ